# Plan de Lobato
El Plan de Lobato fue un pronunciamiento político proclamado el 23 de enero de 1824 en la Ciudad de México por José María Lobato, cuya finalidad era la destitución de Mariano Michelena y Miguel Domínguez como miembros suplentes del Supremo Poder Ejecutivo, así como la remoción de todos los españoles que ocupasen algún puesto en el gobierno provisional de México.

## Marco histórico
Tras la caída del Primer Imperio Mexicano se formó un gobierno provisional, el Supremo Poder Ejecutivo estaba compuesto por un triunvirato cuyos miembros titulares fueron Nicolás Bravo, Guadalupe Victoria y Pedro Celestino Negrete. Como suplentes fueron nombrados Mariano Michelena y Miguel Domínguez, y más tarde, Vicente Guerrero. En un principio el ministro único de este gobierno fue José Ignacio García Illueca, posteriormente, Lucas Alamán se hizo cargo de Relaciones Exteriores e Interiores; el español Francisco Arrillaga se hizo cargo de Hacienda y Pedro de la Llave se hizo cargo de Justicia y Negocios Eclesiásticos. Aunque García Illueca permaneció en Guerra y Marina, murió poco tiempo después, siendo sustituido por José Joaquín de Herrera.
La clase política estaba dividida en republicanos centralistas y republicanos federales, persistiendo, aún, iturbidistas y borbonistas. En varias partes del país hubo rebeliones y pronunciamientos separatistas. A pesar de esta situación, el Congreso, con la gran ayuda del diputado Miguel Ramos Arizpe, logró emitir el Acta Constitutiva de la Federación Mexicana para fijar el sistema de gobierno de la incipiente nación. 
Hacia finales de 1823, en Tierra Caliente, Gabriel de Yermo —cuyo padre de nombre homónimo había liderado el golpe de Estado de 1808— promovía una revolución. En Puebla el exguerrillero Vicente Gómez, junto con un grupo de salteadores autodenominado la Santa Liga, realizó diversos robos bajo la excusa de defender el trono de Iturbide. En Querétaro el 8.° regimiento de infantería acaudillado por un sargento español de Cádiz se amotinó en contra del comandante José Calvo, fue necesaria la intervención de Nicolás Bravo. En la ciudad de Puebla el brigradier José Calderón y el provisor Manuel Posada y Garduño pretendieron instalar un gobierno autónomo, a la vez condenaban la introducción de mercancías extranjeras que perjudicaban a los artesanos, para restablecer el orden intervinieron ochocientos hombres al mando de Manuel Gómez Pedraza y la división de Vicente Guerrero.

## Proclamación
El 23 de enero, en la Ciudad de México, el entonces coronel José María Lobato, de ideología liberal, se pronunció mediante el plan dirigido al Congreso, que pugnaba:
a) La destitución de Michelena y Domínguez como miembros del Supremo Poder Ejecutivo para que siempre estuviese a la cabeza del gobierno Vicente Guerrero
b) La remoción de cargos públicos de todos los españoles.

El plan era una reacción a las noticias y rumores que habían llegado de la La Habana, lugar donde se suponía se estaba organizando una expedición española. De esta manera se prevenía que los españoles residentes en el país crearan una alianza con el ejército invasor. Casi al mismo tiempo, en Cuernavaca, se inició la rebelión del Plan de Hernández cuyos objetivos eran similares. Los escritores José Joaquín Fernández de Lizardi "el Pensador Mexicano" y Pablo de Villavicencio "el Payo del Rosario" apoyaron estos movimientos antiespañoles. Lobato y su tropa se instalaron en el convento de las Betlemitas.

## Reacciones y consecuencias
El Congreso se reunió con el Ejecutivo, en esos momentos solamente se contaba con el respaldo del 7.° batallón y la guardia nacional al mando del comandante Pablo Obregón, cuyas tropas no eran numerosas. En la madrugada del día 24 se mandó llamar a todos los oficiales del ejército que no hubiesen formado parte de la rebelión para defender a la patria y se declaró traidores y fuera de la ley a los pronunciados. A las 11: 00 a. m., se envió un ultimátum a Lobato para que depusiese las armas. Mientras tanto, los generales Nicolás Bravo y Vicente Guerrero movilizaron sus fuerzas para defender al gobierno federal. Ante esta situación, y por la deserción de parte de sus tropas, Lobato depuso las armas. Fue el teniente coronel Stávali quien no se rindió, fue necesario reducirlo por la fuerza. Una vez vencido y capturado, fue sentenciado a muerte, aunque por instancias del propio Poder Ejecutivo su pena fue conmutada por el destierro, poco después sería indultado.
Debido a que España se negaba a reconocer la independencia de México los ánimos continuaron exacerbados. El Congreso tuvo que tomar cartas en el asunto, dictando las siguientes resoluciones:
a) Garantizar las personas, propiedades y demás derechos de los españoles residentes en México.
b) Considerar la garantía de la unión subordinada a la independencia.
c) Conceder la ciudadanía a los españoles que eran residentes en México en el momento en que se declaró la independencia, y negarla a los que habían llegado después.
d) No conceder empleos a los españoles hasta que España reconociese la independencia.
e) Prohibir la extracción de capitales pertenecientes a españoles que habían emigrado.
f) Suspender los empleos a españoles y militares considerados sospechosos. Se les otorgó pasaporte y dinero para su transporte.
g) Cada Estado y la propia Federación podrían dictar las leyes necesarias de acuerdo a casos particulares.